# 한국치즈과학고등학교
한국치즈과학고등학교(韓國치즈科學高等學校)는 대한민국 전북특별자치도 임실군 강진면 갈담리에 있는 공립 고등학교이다.

## 학교 연혁
- 1980년 3월 8일 : 개교 및 제1회 입학식
- 2007년 3월 1일 : 6학급 편성
- 2014년 3월 1일 : 한국치즈과학고등학교로 교명 변경
- 2024년 1월 4일 : 제42회 졸업식(졸업생수 3,264명)
- 2024년 3월 1일 : 제15대 김윤하 교장 부임
- 2024년 3월 4일 : 제45회 입학식(치즈N조리과 40명)

## 설치 학과
- 치즈N조리과

## 참고 자료
- 한국치즈과학고등학교 - 한국교육학술정보원 학교알리미